# Carlos Casteglione
Carlos Damián Casteglione (Avellaneda, Buenos Aires, Argentina, 9 de mayo de 1980) es un exfutbolista y actual entrenador argentino. Es el director técnico del equipo femenino de Talleres, que compite en la Primera A.
Se desempeñó como defensor central y su último equipo como jugador fue Sportivo Dock Sud de la Primera C de Argentina. Tuvo un paso destacado dirigiendo a San Luis FC, con el que consiguió dos ascensos consecutivos hasta la Primera A y dos títulos, uno de ellos ganando el campeonato de forma invicta.

## Trayectoria

### Como jugador
Carlos Casteglione comenzó su carrera en Arsenal de Sarandí. Ha jugado para Arsenal de Sarandí por 8 años, etapa en la cual consiguió el ascenso a primera división del fútbol argentino en el 2002, la Copa Sudamericana en el 2007 y la Copa Suruga Bank en el 2008, anotando en esta última el gol en la final a 6 minutos del cierre del partido, que a la postre se convirtió en el primer gol anotado en el certamen. Se convirtió, por estos dos títulos, en un referente histórico del cuadro de Sarandí, al estar en un plantel recordado en la historia del club. 
En julio de 2009 fue transferido a préstamo al Panionios NFC de Grecia. A fines del 2011 recala en el Club Atlético Tigre, donde realiza un notable Torneo Apertura y queda relegado en el Clausura. En el comienzo de la temporada 2012/2013 del fútbol argentino juega la primera fecha en el conjunto de Victoria en la derrota contra Estudiantes de La Plata, pero con el mercado de pases abierto y el arribo de Lucas Orbán a Tigre el defensor prefiere cambiar de aire en busca de titularidad concretándose el pase con el Club Atlético Rosario Central quien en ese entonces militaba en la B Nacional, segunda categoría del fútbol argentino. Sale campeón y logra el ascenso a la máxima categoría con el club rosarino. 
Vuelve en 2013 a vestir los colores de All Boys (donde jugó en 2010-2011) y tras un breve paso por Defensa y Justicia se despide de la Primera División dando inició hacía el final de su carrera una recorrida por varios equipos del interior y del ascenso metropolitano argentino.

### Como entrenador
Fue D.T. de Ituzaingó desde 2019 a febrero de 2020. Luego dirigió al equipo de fútbol femenino San Luis FC, con el cual consiguió el ascenso en 2022 ganando de forma invicta la Primera C 2022. Luego ganó su segundo título de forma consecutiva cuando ascendió a Primera A, en un torneo en el que también fue campeón, perdiendo un solo partido.
En 2025, fue confirmado como entrenador de Talleres de la Primera A del fútbol femenino.

## Clubes

### Como jugador
| Club                   | País      | Año       | Partidos | Goles |
| ---------------------- | --------- | --------- | -------- | ----- |
| Arsenal                | Argentina | 2001-2003 | 41       | 0     |
| Juventud Unida         | Argentina | 2003-2004 | 27       | 3     |
| Arsenal                | Argentina | 2004-2009 | 178      | 9     |
| Panionios              | Grecia    | 2009-2010 | 15       | 1     |
| All Boys               | Argentina | 2010-2011 | 27       | 0     |
| Tigre                  | Argentina | 2011-2012 | 29       | 1     |
| Rosario Central        | Argentina | 2012-2013 | 17       | 0     |
| All Boys               | Argentina | 2013-2014 | 34       | 1     |
| Defensa y Justicia     | Argentina | 2014      | 10       | 0     |
| Juventud Unida         | Argentina | 2015      | 41       | 0     |
| Guaraní Antonio Franco | Argentina | 2016      | 14       | 0     |
| Chaco For Ever         | Argentina | 2016-2017 | 20       | 1     |
| Colegiales             | Argentina | 2017-2018 | 33       | 1     |
| Dock Sud               | Argentina | 2018-2019 | 18       | 0     |

### Como entrenador
| Club                       | País      | Año           |
| -------------------------- | --------- | ------------- |
| Ituzaingó                  | Argentina | 2019-2020     |
| San Luis (fútbol femenino) | Argentina | 2022-2024     |
| Talleres (fútbol femenino) | Argentina | 2025-presente |

## Palmarés

### Como jugador

#### Campeonatos nacionales
| Título             | Club            | País      | Año  |
| ------------------ | --------------- | --------- | ---- |
| Primera B Nacional | Rosario Central | Argentina | 2013 |

#### Copas internacionales
| Título            | Club    | País      | Año  |
| ----------------- | ------- | --------- | ---- |
| Copa Sudamericana | Arsenal | Argentina | 2007 |
| Copa Suruga Bank  | Arsenal | Argentina | 2008 |

### Como entrenador

#### Campeonatos nacionales
| Título    | Club        | País      | Año  |
| --------- | ----------- | --------- | ---- |
| Primera C | San Luis FC | Argentina | 2022 |
| Primera B | San Luis FC | Argentina | 2023 |